# Volero Zürich 2014-2015
Questa voce raccoglie le informazioni riguardanti il Volero Zürich nella stagione 2014-2015.

## Organigramma societario
Area direttiva
- Presidente: Stav Jacobi
- Team manager: Maik Lidner

Area tecnica
- Allenatore: Dragutin Baltić
- Secondo allenatore: Jan Lindenmair
- Scoutman: Stephan Kulhanek

Area comunicazione
- Ufficio stampa: Christian Bachmann

Area medica
- Medico: Mirela Borovac
- Fisioterapista: Djordje Gavran

## Rosa
| N° | Nome                | Ruolo | Data di nascita  | Nazionalità sportiva |
| -- | ------------------- | ----- | ---------------- | -------------------- |
| 1  | Evgenija Njuchalova | S     | 23 maggio 1995   | Ucraina              |
| 2  | Laura Unternährer   | S     | 11 luglio 1993   | Svizzera             |
| 3  | Nađa Ninković       | C     | 1º novembre 1991 | Serbia               |
| 5  | Dobriana Rabadžieva | S     | 14 giugno 1991   | Bulgaria             |
| 7  | Olesja Rychljuk     | O     | 11 dicembre 1987 | Ucraina              |
| 8  | Silvija Popović     | L     | 15 marzo 1986    | Serbia               |
| 9  | Natalija Kazka      | S/O   | 2 dicembre 1984  | Azerbaigian          |
| 10 | Brankica Mihajlović | S     | 13 aprile 1991   | Serbia               |
| 11 | Natalie Hagglund    | L     | 1º luglio 1992   | Stati Uniti          |
| 12 | Ana Antonijević     | P     | 26 agosto 1987   | Serbia               |
| 14 | Rachel Sánchez      | C     | 9 gennaio 1989   | Cuba                 |
| 15 | Courtney Thompson   | P     | 4 novembre 1984  | Stati Uniti          |
| 16 | Inès Granvorka      | S     | 13 agosto 1991   | Svizzera             |
| 17 | Emily Hartong       | S     | 4 febbraio 1992  | Stati Uniti          |
| 18 | Anna Ivanova        | C     | 20 novembre 1987 | Russia               |
| 19 | Ana Grbac           | P     | 23 marzo 1988    | Croazia              |

## Statistiche

### Statistiche dei giocatori
| Giocatrice     | Campionato mondiale | Campionato mondiale | Campionato mondiale | Campionato mondiale | Campionato mondiale | Chamapions League | Chamapions League | Chamapions League | Chamapions League | Chamapions League |
| Giocatrice     | P                   | PT                  | AV                  | MV                  | BV                  | P                 | PT                | AV                | MV                | BV                |
| -------------- | ------------------- | ------------------- | ------------------- | ------------------- | ------------------- | ----------------- | ----------------- | ----------------- | ----------------- | ----------------- |
| A. Antonijević | -                   | -                   | -                   | -                   | -                   | -                 | -                 | -                 | -                 | -                 |
| I. Granvorka   | 3                   | 0                   | 0                   | 0                   | 0                   | 4                 | 0                 | 0                 | 0                 | 0                 |
| A. Grbac       | 4                   | 3                   | 1                   | 2                   | 0                   | 8                 | 3                 | 3                 | 0                 | 0                 |
| N. Hagglund    | 0                   | 0                   | 0                   | 0                   | 0                   | 4                 | 0                 | 0                 | 0                 | 0                 |
| E. Hartong     | 0                   | 0                   | 0                   | 0                   | 0                   | 1                 | 1                 | 1                 | 0                 | 0                 |
| A. Ivanova     | 2                   | 6                   | 3                   | 3                   | 0                   | 10                | 87                | 55                | 19                | 13                |
| N. Kazka       | 4                   | 41                  | 31                  | 7                   | 3                   | 9                 | 107               | 75                | 29                | 3                 |
| B. Mihajlović  | -                   | -                   | -                   | -                   | -                   | 1                 | 16                | 13                | 3                 | 0                 |
| N. Ninković    | 4                   | 30                  | 22                  | 6                   | 2                   | 10                | 92                | 64                | 22                | 6                 |
| E. Njuchalova  | 0                   | 0                   | 0                   | 0                   | 0                   | 0                 | 0                 | 0                 | 0                 | 0                 |
| S. Popović     | 4                   | 0                   | 0                   | 0                   | 0                   | 10                | 0                 | 0                 | 0                 | 0                 |
| D. Rabadžieva  | 4                   | 54                  | 50                  | 3                   | 1                   | 10                | 128               | 100               | 18                | 10                |
| O. Rychljuk    | 4                   | 93                  | 80                  | 11                  | 2                   | 10                | 201               | 173               | 22                | 6                 |
| R. Sánchez     | 4                   | 50                  | 35                  | 8                   | 7                   | 7                 | 33                | 21                | 7                 | 5                 |
| C. Thompson    | 4                   | 6                   | 1                   | 0                   | 5                   | 10                | 25                | 9                 | 6                 | 10                |
| L. Unternährer | 2                   | 0                   | 0                   | 0                   | 0                   | 3                 | 0                 | 0                 | 0                 | 0                 |

P = presenze; PT = punti totali; AV = attacchi vincenti; MV = muri vincenti; BV = battute vincenti

NB: Non sono disponibili i dati relativi alla Lega Nazionale A e alla Coppa di Svizzera